# Cortanze
Cortanze là một đô thị ở tỉnh Asti vùng Piedmont thuộc Ý, nằm ở vị trí cách khoảng 30 km về phía đông của Torino và khoảng 15 km về phía tây bắc của Asti. Tại thời điểm ngày 31 tháng 12 năm 2004, đô thị này có dân số 266 người và diện tích là 4,5 km².
Đô thị Cortanze có các frazioni (các đơn vị trực thuộc, chủ yếu là các làng) Roera and San Rocco.
Cortanze giáp các đô thị: Cunico, Montechiaro d'Asti, Piea, Soglio và Viale.